# Willibald Schmaus
Willibald Schmaus (Bécs, 1912. június 16. – 1979. április 27.) osztrák és német válogatott osztrák labdarúgó, hátvéd.

## Pályafutása

### Klubcsapatban
1931 és 1943 között a First Vienna csapatában szerepelt.

### A válogatottban
1934 és 1937 között 14 alkalommal szerepelt az osztrák válogatottban és tagja volt az 1934-es olaszországi világbajnokságon negyedik helyezett csapatnak. Az Anschluss után 1938 és 1942 között 10 alkalommal játszott a német válogatottban. Részt vett az 1938-as franciaországi világbajnokságon

## Sikerei, díjai
Ausztria
- Világbajnokság
  - 4.: 1934, Olaszország